# Halimium commutatum
Halimium commutatum är en solvändeväxtart som beskrevs av Carlos Pau. Halimium commutatum ingår i släktet Halimium och familjen solvändeväxter. Inga underarter finns listade i Catalogue of Life.

## Bildgalleri

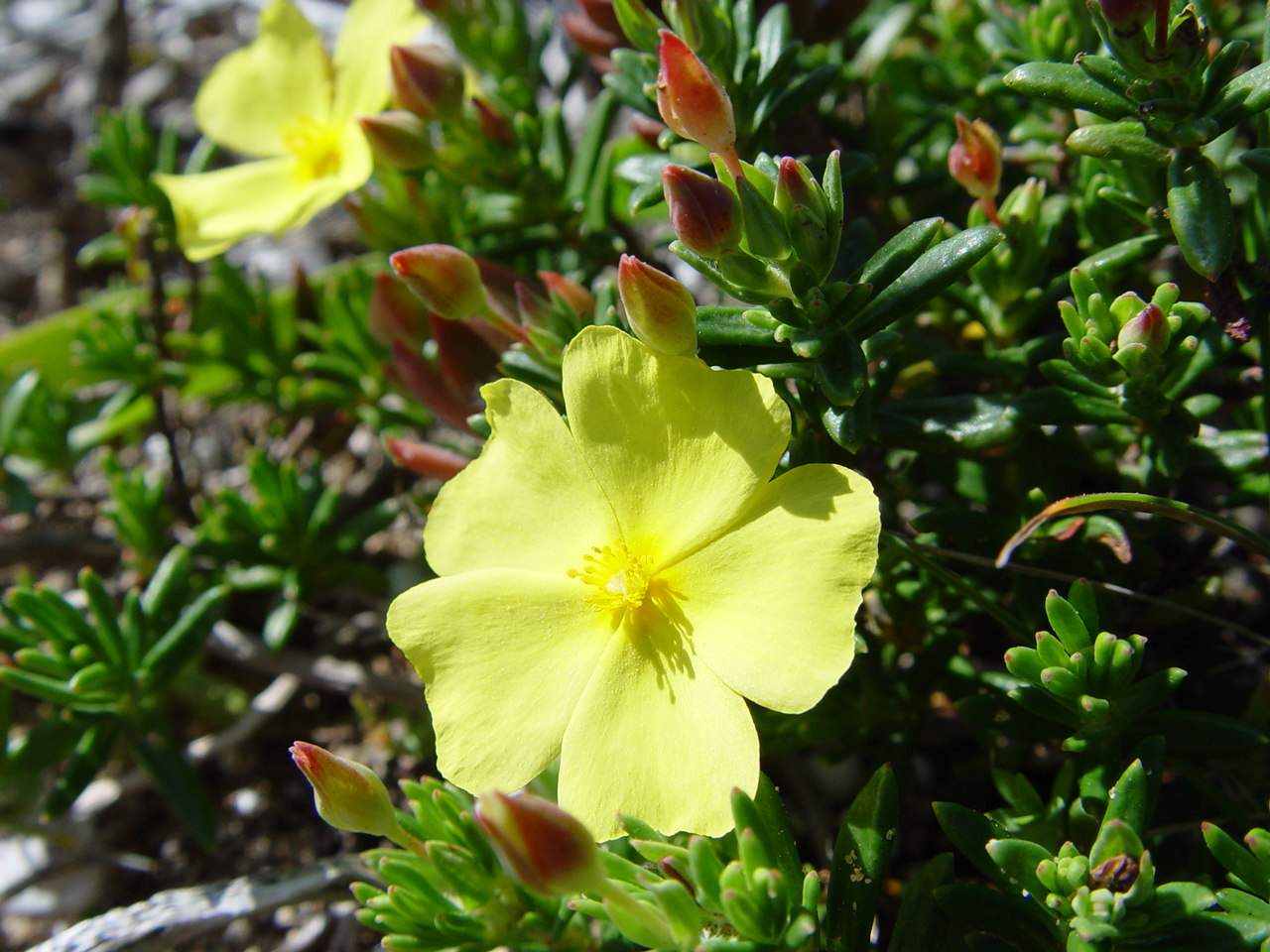